# Yosuke Yuzawa
Yosuke Yuzawa (født 16. oktober 1990) er en japansk fodboldspiller, som spiller for den japanske fodboldklub Kyoto Sanga FC.